# Wegekapelle Abtshof

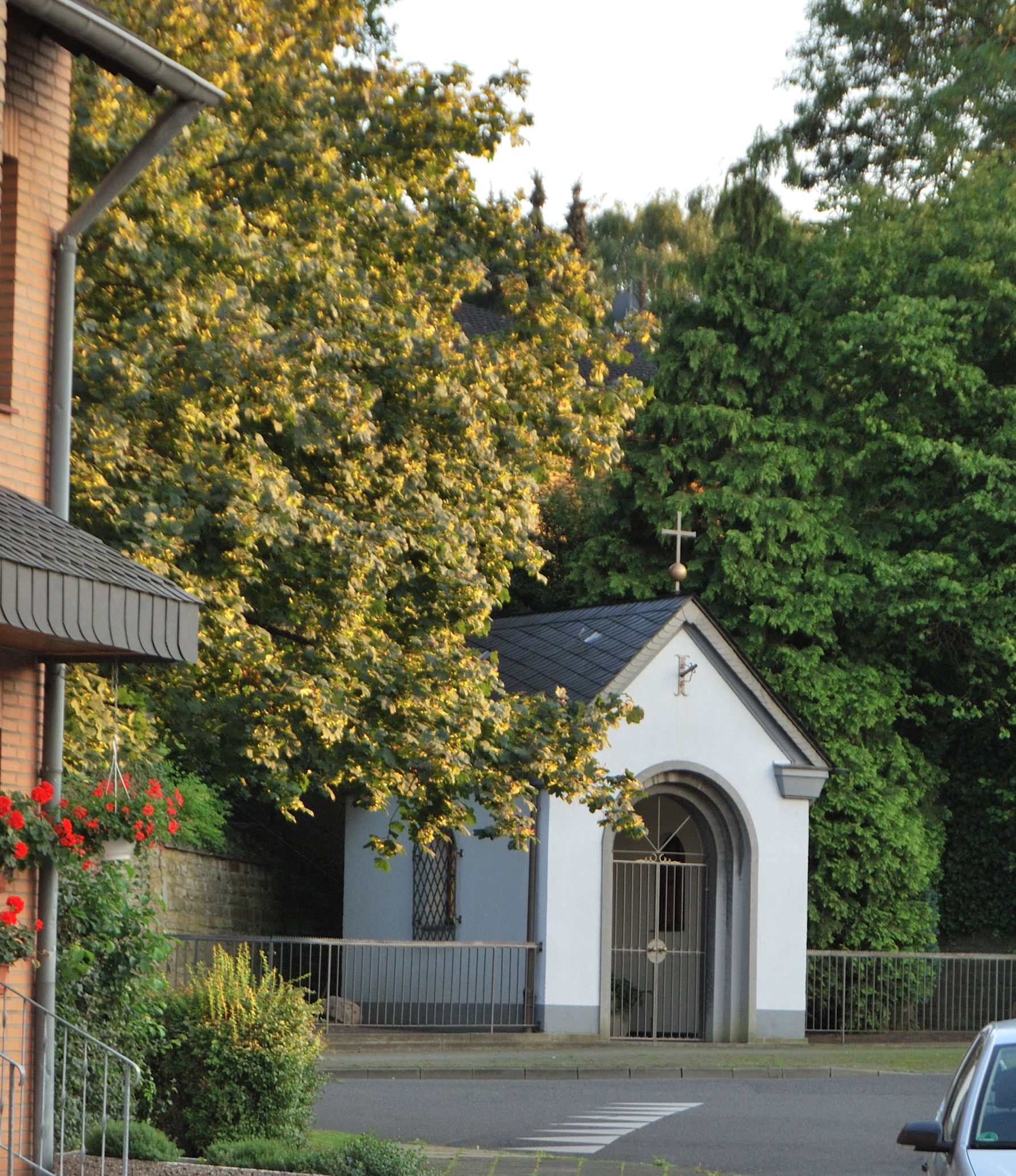
Die Kapelle vom Abtshof aus gesehen

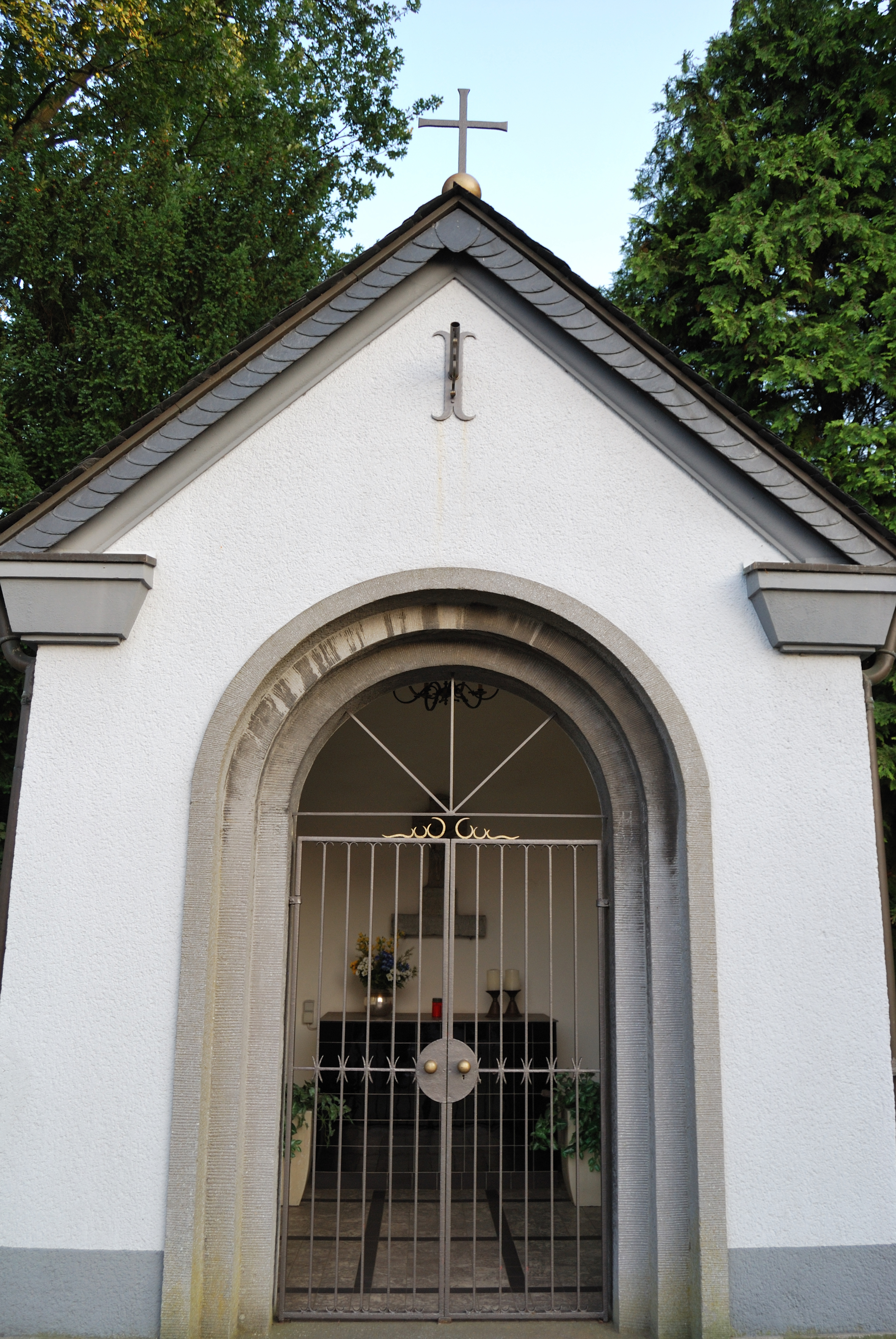
Das vergitterte Portal der Kapelle

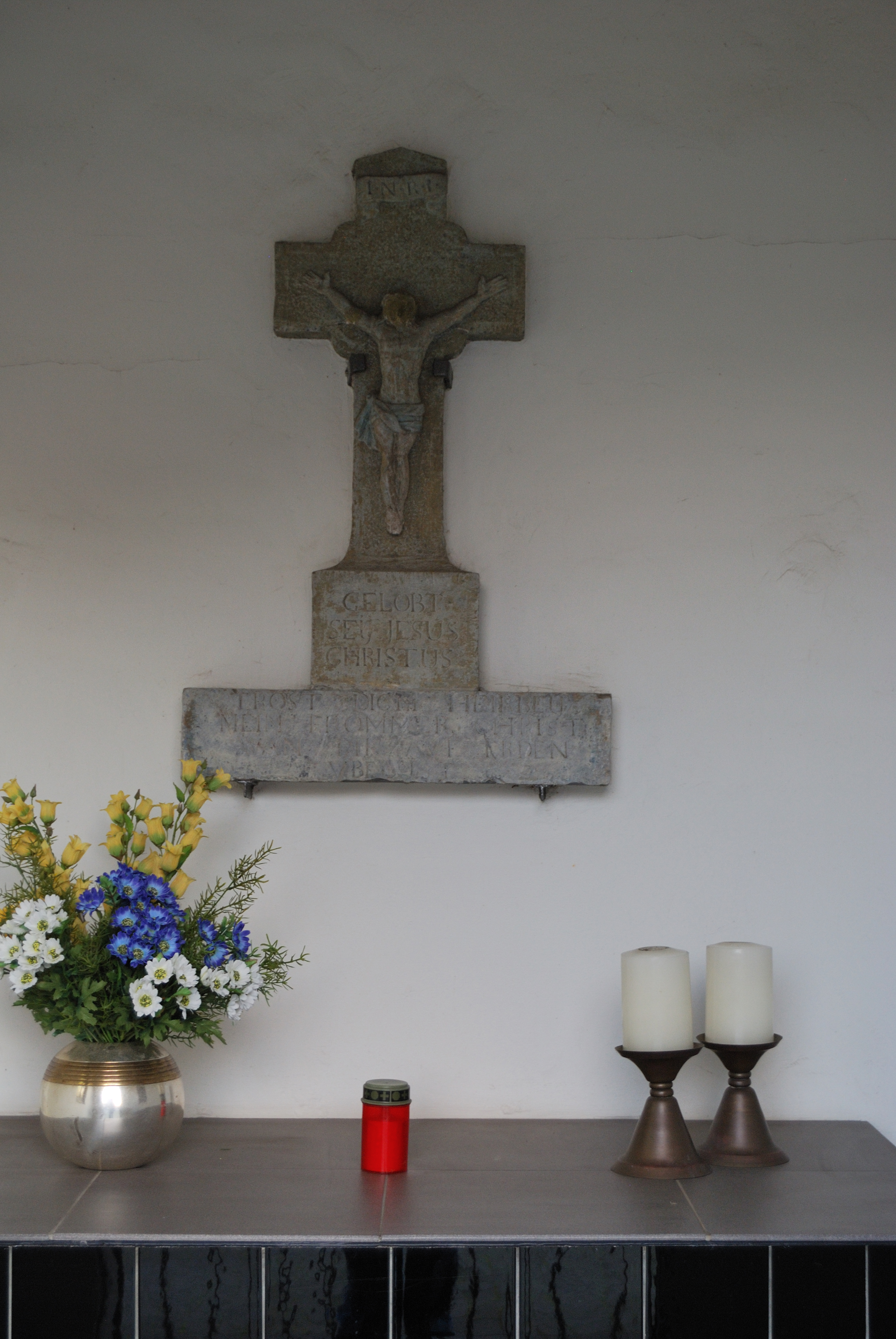
Bei der Restaurierung der Kapelle wiederentdecktes Kreuz

Die Wegekapelle an der Ecke Alpenstraße und Fortunastraße in Oberaußem wurde 1910 vom Besitzer des Abtshofes erbaut und 1950 wiedererrichtet. Die Kapelle wurde im Januar 1997 in die Liste der Baudenkmäler in Oberaußem aufgenommen.

## Geschichte
Da der Abtshof bei dem großen Brand von Oberaußem im Jahr 1907 vom Feuer verschont blieb, errichtete der Besitzer des Hofes, Peter Weitz, eine Kapelle in direkter Nähe zu seinem Gut. Aufgrund einer Verbreiterung der Straße musste die Kapelle 1950 abgebrochen werden und wurde wenige Meter weiter wieder aufgebaut.
Nachdem die in der Kapelle aufgestellte Marienstatue gewaltsam entwendet wurde, fand man bei den Renovierungsarbeiten ein bis dahin unter dem Putz verborgenes Steinkreuz.